# 摩西奶奶
摩西奶奶（英語：Grandma Moses，1860年9月7日—1961年12月13日）是一位美国女画家，本名安娜·玛丽·罗伯森·摩西（Anna Mary Robertson Moses）。摩西奶奶常被当作自学成才、大器晚成的代表。她出生农家，受到过有限教育。她七十多岁时才因关节炎放弃刺绣开始绘画。作品主要描绘的是农场景色以及她的生活。常作全景风景画如收获和制糖场面。共作画一千多幅。